# 英國國民（海外）
英國國民（海外）（英語：British National (Overseas))，簡稱：）是一種英國國籍。既是英國國民，也是英聯邦公民，但此身分不自動賦予英國居留權。英國國民（海外）於1980年代因香港前途問題而設立，讓香港的英國屬土公民登記，以便他們在香港主權移交以後，繼續與英國保持關係。
憑香港關係而取得的英國屬土公民身份在1997年7月1日失效，有關人士可在1987年起登記成為英國國民（海外），登記程序在1997年終止，先後有340多萬香港的英國屬土公民登記。英國國民（海外）終身有效，不會因為取得其他國籍而失效，但不能由子女及後代承繼。所有英國國民（海外）都有權申請英國國民（海外）護照。英國國民（海外）在英國國外可享用英國的領事服務。如果身處没有英國駐館的地方，則可以用英聯邦公民身份使用英聯邦國家的領事服務。
2020年7月1日，英國政府經審視後認定《港區國安法》的實行明顯違反《中英聯合聲明》，因此決定將英國國民（海外）護照持有人的待遇進行重大改動，除免簽證逗留英國本土最多六個月外，去工作、讀書甚至退休也可申請英國國民（海外）簽證，並可帶同配偶及子女赴英。當居留時間超過五年即可申請永久居留許可(Indefinite leave to remain)，再於英國居留一年後即可登記(Register)成為英國公民，但基於遵守《中英聯合聲明》，英國國民（海外）國籍並不會自動賦予居英權
。

## 背景
由於有關租借香港新界的《展拓香港界址專條》在1997年7月1日屆滿，英國和中華人民共和國遂在1970年代末就香港主權歸屬展開談判。1984年12月19日，兩國簽署《中英聯合聲明》，英國聲明於1997年7月1日移交香港主權予中華人民共和國。
當時香港主權移交的消息，令香港人擔憂香港前途。為避免大量香港人移民到英國，增強香港人對香港前途的信心，及反映在聯合聲明附件的英方備忘錄中提到與英國屬土公民維持某種關係，繼而宣佈創立新的英國國籍，讓香港主權移交後，在香港的原英國屬土公民能夠與英國的維持關係。

## 法源
1983年前，英國國藉只有一種—聯合王國及殖民地公民, 部份公民, 包括大多數香港人，因與聯合王國本土缺乏聯繫而根據《1962/1968年英聯邦移民法令》及其後的《1971年移民法令》失去其居留及自由進入聯合王國的權利。其後《1981年英國國籍法令》產生了英國公民、英國海外領土公民、英國海外公民等英國國籍。在1984年簽署《中英聯合聲明》後，英國國會隨後制定《1985年香港法令》，該法令後來經政府制定的《1986年香港（英國國籍）令》而生效。當中的第4(1)款確認，在1987年7月1日及以後，英國設立「英國國民（海外）」地位，讓英國屬土公民登記。而第4(2)款則表示，憑香港關係而成為英國屬土公民的成年人及未成年人，將有權登記英國國民（海外），此國籍終身有效。

## 登記國籍
| 英國國民（海外）國籍 各組別的截止登記日期 | 英國國民（海外）國籍 各組別的截止登記日期 |
| ----------------------------------------- | ----------------------------------------- |
| 英國屬土公民 出生年份                     | 截止登記日期                              |
| 1967年至1971年                            | 1993年10月30日                            |
| 1962年至1966年                            | 1994年3月31日                             |
| 1957年至1961年                            | 1994年8月31日                             |
| 1947年至1956年                            | 1995年2月28日                             |
| 1947年以前                                | 1995年6月30日                             |
| 1972年至1976年                            | 1995年10月31日                            |
| 1977年至1981年                            | 1996年3月30日                             |
| 1982年至1986年                            | 1996年6月29日                             |
| 1987年至1991年                            | 1996年9月30日                             |
| 1992年至1995年                            | 1996年12月31日                            |
| 1996年出生者                              | 1997年3月31日                             |
| 1997年首6個月                             | 1997年9月30日                             |
| 截止日期後才歸化英籍者                    | 入籍證書發出後3個月                       |

英國國民（海外）國籍在1987年7月1日開始接受登記，英國屬土公民填妥表格及提交身份證明文件，由英國內政大臣批准成為英國國民（海外），該英國國籍於1997年12月31日截止新登記。英國屬土公民可在香港人民入境事務處或英國駐外領事館進行登記，並申請簽發英國國民（海外）護照，非香港出生（或沒有領取英屬香港出生登記證明書以證明是香港出生）的永久性香港居民須要先歸化英國國籍——英國屬土公民，方可申請英國國民（海外）護照以取得英國國籍——英國國民（海外）資格。在1997年6月30日或以前在香港出生及持有英屬香港出生登記證明書的人士自動享有英國屬土公民身份，無須辦理歸化英國國籍，便可直接申請英國國民（海外）護照從而取得英國國民（海外）國籍資格。沒有英國屬土公民資格的申請者主要是從中國内地移居香港的人士，雖然他們已取得永久性居民身份證成為香港永久性居民，但獲發出永久性居民身份證不等於自動取得英國屬土公民身份，故此不能申領英國屬土公民護照或英國國民（海外）護照，只能獲簽發香港身份證明書（C.I.）作為外遊證件，這類人士如要加入英國國籍——英國國民（海外），須要先辦理歸化英國國籍——英國屬土公民的手續，再申請簽發英國國民（海外）護照。而1996年3月31日，是這類香港市民申請歸化英國國籍的最後一日。至於來港不足7年的新移民不符合歸化英籍的資格，不能登記英國國民（海外）國籍，當時這類人士如要外遊只獲簽發比香港身份證明書（C.I.）作用更低的簽證身份書（D.I.）。
英國國民（海外）國籍是非自動和非強制，以自願方式進行登記，因此有合資格但從未登記的人士，包括在1997年6月30日或之前在香港出生的未成年英國屬土公民，但該人士的父母或監護人未有為其辦理或同意申領英國國民（海外）護照，以及於1997年6月30日或以前取得永久性香港居民身份但未歸化英國國籍者（如只獲發香港身份證明書作外遊證件的人士）。英國國民（海外）國籍在1997年7月1日（如於1997年1月1日至6月30日出生者則於1997年10月1日截止）終止接受登記，此後任何人均不能以於英屬香港出生、居留或工作等理由加入英國國民（海外）國籍。1997年7月1日前未登記英國國民（海外）國籍，在1997年7月1日起成為無國籍之原英國屬土公民將根據 《1986年香港（英國國籍）令 第6(1)款》，自動成為英國海外公民。1984年簽訂的《中英聯合聲明》並沒有提及英國國民（海外）國籍及英國國民（海外）護照的事宜，英方在之後發出的諒解備忘錄在第一段提到「有資格保留某種適當地位」，及提到沒有居留權，中方雖然收到該份備忘錄但從未同意及簽署，英國御用大律師高仕文（Lord Peter Goldsmith）及佛朗斯曼（Laurie Fransman）於2020年發表的法律觀點指備忘錄對英國政府往後的行動及措施不會構成限制。
英國國民（海外）護照的申請一經批核，即取得英國國民（海外）國籍。最初，英國國民（海外）護照與英國屬土公民護照同為深藍色封面及印有英國國徽。1990年6月1日起，護照封面改成酒紅色，比舊版護照細小，護照內頁附有機讀碼，減省入出國審查時間。香港政府當時重申，英國對英國國民（海外）及英國屬土公民的入境政策沒有區別，又表示沒有國家不承認英國國民（海外）護照，早年香港市民對英國國民（海外）護照欠缺信心，英國屬土公民護照的申請量比英國國民（海外）護照多。1987年7月1日至1989年12月31日，香港政府發出約731,600本護照，當中英國屬土公民護照有約630,700本，佔85%；英國國民（海外）護照則有100,916本，佔15%；顯示在1980年代後期，大多數香港英國屬土公民在續領護照時不選擇英國國民（海外）護照，縱使前者之有效期不會超越1997年6月30日。
香港政府為了更有效及有秩序地進行英國國民（海外）國籍登記，於1993年年中，採取按年齡組別分批為英國屬土公民登記英國國民（海外）國籍的措施, 同時容許申請人保留英國屬土公民護照。1993年年中以後，辦理登記英國國民（海外）國籍及有意歸化英籍的人士，需要按出生的年齡組別進行提交申請，逾期申請的人士，除非有合理書面解釋，否則喪失登記資格。合資格人士的國籍登記手續在1997年7月1日前大致完成，但為了讓在1997年1月1日至6月30日期間在香港出生的英國屬土公民有充足時間登記，截止申請日期定於1997年9月30日。自1997年4月7日起, 英國國民（海外）護照的申領手續移至英國駐港總領事館辦理，而英方備忘錄將英國國民（海外）國籍的最後登記限期定於1997年12月31日。另外，當年不足16歲的合資格人士，即使未領有個人的英國國民（海外）護照，如其父母在1997年6月30日或以前申領英國國民（海外）護照時，已將其姓名及個人資料列入護照資料頁的兒童欄位，會被視為與父或母一同登記英國國民（海外）國籍，可憑有關護照及個人身份證明文件在1997年後申領個人的英國國民（海外）護照。
香港主權移交前夕登記英國國民（海外）國籍的安排，曾引起大量香港人前往人民入境事務大樓申請英國國民（海外）護照，或先歸化英國屬土公民國籍，再登記英國國民（海外）國籍。1996年3月30日的前3個月，有20萬名英國屬土公民登記英國國民（海外）國籍。1996年3月30日，有5.4萬名未具備英國屬土公民國籍的人士到人民入境事務大樓申請歸化英籍及登記英國國民（海外）國籍，出現通宵輪候的情況，排隊申請歸化英籍的人龍由灣仔入境事務大樓延伸至灣仔運動場內打轉，期間更因排隊問題引起爭執及打鬥，翌日3月31日是週日，入境事務大樓仍要繼續開放以便處理大批歸化英籍的申請。
截至1997年12月31日，大約340多萬名英國屬土公民登記英國國民（海外）國籍，有效英國國民（海外）護照大約有270萬本。大約200多萬香港人沒有登記英國國民（海外）國籍，當中部份人不是英國屬土公民，沒有資格登記；部份人因為擁有外國國籍，或因為其他原因沒有登記。
2007年的資料顯示，約350萬名英國國民（海外）國籍持有人，當中以居住於香港的佔大多數。2007年，持有效英國國民（海外）護照前往英國和另外111個國家可獲免簽證待遇。截至2020年7月，免簽證或落地簽證待遇已擴展至185個國家及地區。

## 英國國民（海外）在中國領土之地位
具中國國籍的英國國民（海外）不可在中華人民共和國接受英國領事保護。根據《中華人民共和國國籍法》以及第八屆全國人民代表大會常務委員會第十九次會議通過的《全國人民代表大會常務委員會關於〈中華人民共和國國籍法〉 在香港特別行政區實施的幾個問題的解釋》，中國只承認英國國民（海外）護照為旅遊證件。具中國血統，並在香港或中國出生的英國國民（海外），都被中方視為中國公民。與擁有外國居留權的香港中國公民一樣，這些英國國民（海外）即使從未持有香港特別行政區護照或港澳居民來往內地通行證，除非放棄中國國籍，或獲香港入境事務處批准國籍變更，否則在中華人民共和國不能享有英國的領事保護。
值得注意的是，以《中华人民共和国國籍法》及全國人大常委會1996年解釋下，香港公民具中國血統，又在香港出生或中國出生的英國國民（海外）國籍持有人，其英國國籍中國一概不予承認。因應中國不承認其該英國國籍之身份，所以這類香港公民不能以英國國民（海外）國籍身份向香港入境事務處申請放棄中國國籍及申請國籍變更。
2020年7月23日，中华人民共和国外交部表示，中方将考虑不承认英国国民（海外）护照作为有效旅行证件，并保留采取进一步措施的权利。
2020年7月31日，中國駐英大使劉曉明在倫敦使館召開新聞發佈會，並同步在社交媒體對公眾直播，劉曉明表態，作為對英國行為的回應，中國將不會承認香港人的英國國民(海外)護照，未來不會將該等護照視為合法的旅行證件。
2021年1月29日，中国外交部发言人赵立坚于例行记者会宣布，自2021年1月31日起中方不再承认所谓的BNO护照作为旅行证件和身份证明，“并保留采取进一步措施的权利”。
2021年2月2日，北京航空航天大學法學院副教授兼全國港澳研究會理事田飛龍認為，全國人大常委會可能就《國籍法》第二次釋法，規定透過英國國民(海外)護照入籍英國的人士，不能享有香港投票、居留權及福利。但此后并无下文。

## 英國國民（海外）在歐盟法律上的地位
作為歐洲聯盟法律之一部分，1993年11月1日生效之《馬城條約》規定，擁有歐洲各共同體成員國國民身分者，是為歐洲聯盟公民。然而，英國早就透過1982年12月31日《大不列顛及北愛爾蘭聯合王國政府就「國民」一詞定義之新聲明》（New Declaration by the Government of the United Kingdom of Great Britain and Northern Ireland on the
Definition of the Term 'Nationals'）使歐洲聯盟法律只將3類英國國民視為聯合王國國民，其中不包括英國國民（海外）。
2001年2月20日，歐洲各共同體法院在Kaur 案之判案書肯定該《聲明》仍然有效。2012年10月26日，英國透過附加於通過里斯本條約的跨政府會議的最後法令的《第63號聲明》(Declaration No. 63 annexed to the final act of the intergovernmental conference which adopted the Treaty of Lisbon)，重申該《聲明》仍然有效。2020年1月24日，英國和歐洲聯盟簽訂《脫歐協議》，協議第2(a)(d)條說明「聯合王國國民」的定義與英國的1982年《聲明》和《第63號聲明》一致。

## 2008年英國國籍檢討

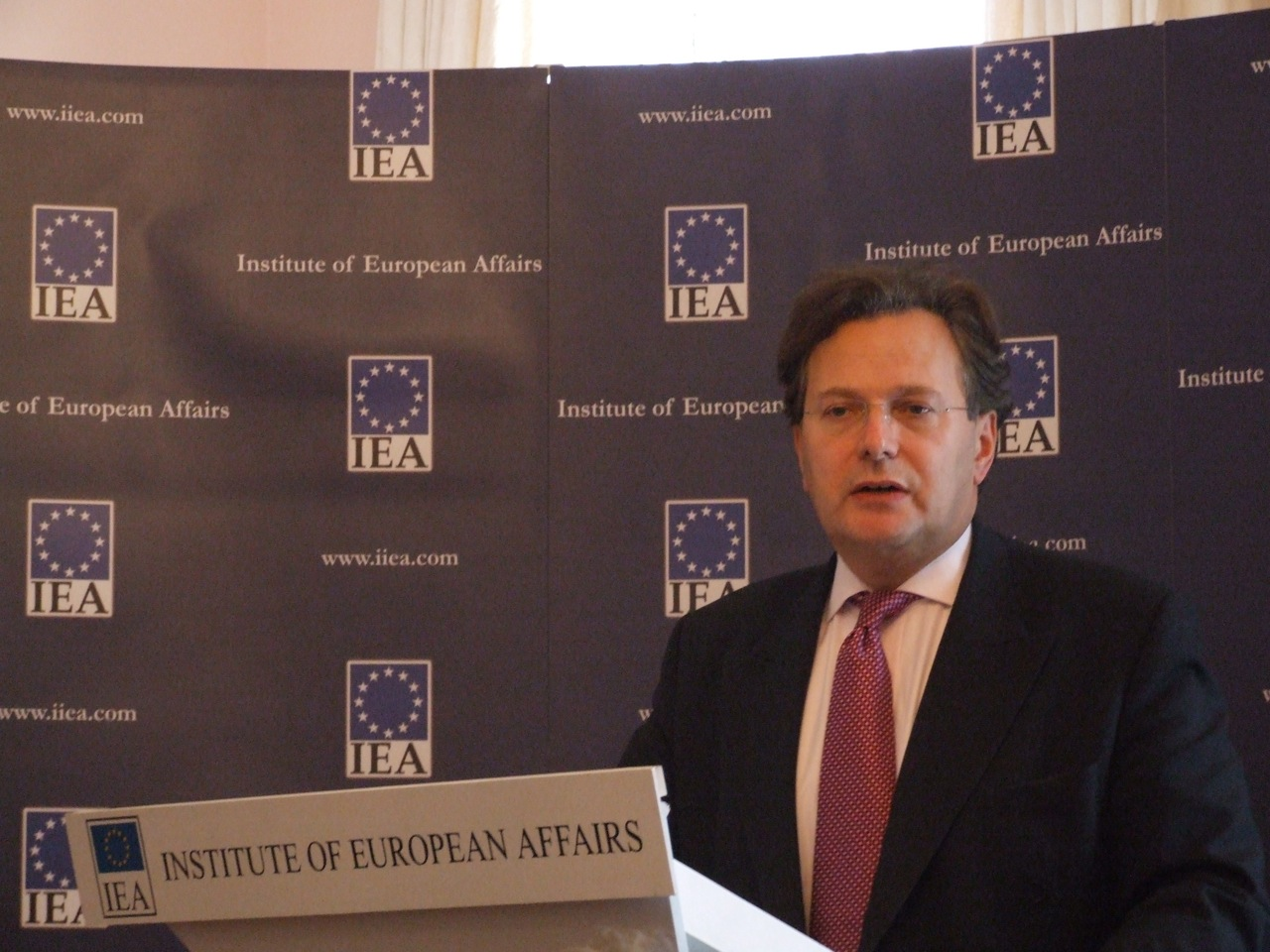
英國於2008年3月，委任高仕文檢討英國國籍。

2008年3月，為改革英國國籍法，英國委託高仕文御用大律師，檢討英國國籍，就英國國籍簡化提出建議。高仕文認為，英國國民（海外）續領護照有下降的趨勢。取消英國國民（海外）國籍有違英國對英國國民（海外）的「終身享有」承諾。英國允許某些英國國民（例如英國海外領土公民）登記英國公民國籍之際，英國賦予英國國民（海外）同等待遇，可能才算公平。然而，給予英國國民（海外）國籍持有人取得英國公民國籍，可能違反《中英聯合聲明》，因此應保留英國國民（海外）國籍。

### 高仕文之公民身分制度檢討報告
高仕文報告指，雖然英國國民（海外）不斷減少維持其國籍的需求，但英國純粹取消此國籍而不提供替代方案將被視為背棄對香港人的承諾，而賦予英國國民（海外）取得完全公民身分的權利才是唯一具有公平之處的替代方案。不過，高仕文認為此方案違反《中英聯合聲明》訂明的承諾，而中國亦不可能同意修改《聲明》。高仕文認為別無他法，唯有保留此國籍。

### 高仕文：英廷誤引其國籍報告
英國外交部一直以高仕文於2008年所撰寫的報告結論「為英國國民（海外）平權會違反聯合聲明 」而拒絕為英國國民（海外）平權。
2020年2月，高仕文去信內政大臣彭黛玲，指英國政府錯誤引用其報告，澄清給予英國國民（海外）平權並不違反《中英聯合聲明》，《中英聯合聲明》的備忘錄並不能永久限制英國國民（海外）的權利，因此英國政府即使將居留權擴展到擁有英國國民（海外）國籍的香港公民，也沒有法律障礙。高仕文亦指在國籍檢討報告中，關於英國政府提供更多權利予英國國民（海外）將違反《中英聯合聲明》的說法，是他接收到的意見，並不是他本人的法律意見。

## 沒有其他公民身分或國籍之英國國民（海外）登記成為英國公民
英國通過《2009年邊界、公民身分及移民法令》，沒有其他公民身分或國籍之英國國民（海外）可登記成為英國公民。該人必須自2009年3月19日以來，從未退出任何公民身分或國籍；從未自願放棄任何公民身分或國籍；及從未因該人的作為或不作為而喪失任何公民身分或國籍。根據英國內政部於2020年12月31日發出的執行指引，因取得或申請英國護照而直接導致喪失其他公民身分或國籍；或者因未能放棄英國護照或未能退出英國國籍而直接導致喪失其他公民身分或國籍的人，不合資格作出此項登記。
具中國血統的英國國民（海外）是中國公民，不符合登記資格。該法適用於少數族裔香港人，例如尼泊爾裔、巴基斯坦裔、印度裔香港人等。

#### 對香港居留權的影響
如果英國國民（海外）並非中華人民共和國公民，此人停止以香港為通常居住地後，連續36個月或以上不在香港，將喪失香港居留權，但可根據《入境條例》2AAA條享有香港入境權，可自由進出香港，在香港居住、讀書或工作而不受限制。而在香港通常居住連續七年以上後，可再次獲得居留權。

## 同性婚姻與民事結合
香港沒有法定的同性婚姻或民事結合制度。不過，根據英國《2014年領事婚姻及外國法律婚姻令》，只要同性伴侶其中一方具有任何一種英國國籍，並符合相關規定，便可親臨英國駐24國的使領館註冊同性婚姻。雖然24國當中包括中華人民共和國，但由於建制派普遍反對，香港特區政府並不准許英國駐香港總領事館舉行同性婚姻註冊, 故英國國民（海外）須到英國或其他英國駐外使領館註冊同性婚姻

## 待遇
由於英國國民（海外）亦為香港永久性居民，因此護照註明：
「本護照持有人擁有編號為XXXXXXX(X)的香港永久性居民身份證，列明持照人擁有香港居留權。」
The holder of this passport has Hong Kong permanent identity card number XXXXXXX(X) which states that the holder has the right of abode in Hong Kong.
該簽註第一作用是向入國審查人員指出，一旦持照人被遞解出國，必定獲得香港收留，不致成為無國籍人士；第二作用是指出持照人可永久居留香港，沒有因為無永久居留地而滯留外國的動機。
英國國民（海外）前往英國免簽。故此護照註明：
「根據英國移民規章，本護照持有人訪問英國無需入國許可或簽證。」
In accordance with the United Kingdom immigration rules, the holder of this passport does not require an entry certificate or visa to visit the United Kingdom.
英國國民（海外）前往英國旅遊或留學毋須申請入境許可。英國國民（海外）享以下待遇：
- 2021年1月31日起接受申請5年簽証，居留滿5年後可取得永久居留，住多一年可登記成為英國公民國籍。[43]
- 准予投考英國公務員的非保留職位（non-reserved posts）。[44]
- 擁有英國居留許可者可在英國地方選舉投票及參選。[45][46][47]
  - 吳兆康於2024年沿BNO國藉參選2024年英国地方选举並當選。
  - 唐瑩於英格蘭當選區議員[48]。
  - 李鳳琼於蘇格蘭當選區議員。
- 擁有英國無限期居留許可或永久居留許可者，可在英國居留滿5年後登記英國公民國籍。[49]
- 參與青年流動計劃（Youth Mobility Scheme），到英國打工渡假不多於24個月，不用抽籤。[50]
- 可參加英國軍隊。過往有意投考英軍的人士，須要事先擁有英國永久居留許可或居留英國滿5年或以上，由於英國國防部已取消投考英軍申請人在英國居住5年的要求，所以包括英國國民（海外）在內的英聯邦公民，即使未有在英國居住，都獲接納投考英軍。[51][52][53]
  - 英國陸軍2023年網頁更新，持有BNO人士可以在英居滿18個月後以英國國民身份，而非英聯邦公民身份投考陸軍[54]。

2019年3月29日起，因應英國內政部護照署推出新版本的英國公民護照，其封面取消了「歐洲聯盟」的英文標示後與英國國民（海外）護照的封面完全一致，為免影響英國公民在退出歐盟前在持有新版護照下能行使歐盟國家自由行動權利，以及協助歐盟國家易於對兩種英籍作出識別，所有新發出的英國國民（海外）護照將參照英國皇室屬地發出的英國公民護照新增以下的註項：
「持有人不獲享有在歐洲聯盟工作或定居的權利。」
The holder is not entitled to benefit from EU provisions relating to employment or establishment
英國國民（海外）國籍終身有效。英國法律容許雙重國籍，若英國國民（海外）成為外國公民，不會喪失英國國民（海外）國籍。英國國民（海外）可以向英國駐外使領館處遞交表格以及繳交費用退出英國國民（海外）國籍。喪失國籍後，將無法恢復英國國民（海外）國籍。英國國民（海外）國籍不能傳及後代。
中華人民共和國政府由2021年起不承認英國國民（海外）護照為有效旅行證件和身份證明。英國國民（海外）如果不是中國公民（如印、巴裔香港人），必需使用其他護照申請中國簽證。無其他國籍的英國國民（海外）可以登記英國公民並使用英國公民護照申請中國簽證，在中華人民共和國享有英國領事保護。英國駐外館處會為英國國民（海外）提供協助，例如：
- 補發護照；
- 提供匯款資料；
- 就強姦、嚴重襲擊、其他罪案或住院提供援助；
- 提供當地律師、傳譯員、醫生及喪事承辦人的資料；
- 在獲知被拘留後24小時內，盡力循正當方式與該名人士聯絡；
- 對其他事務提供支援及幫助；如誘拐兒童、海外親屬死亡、失蹤及綁架；
- 聯絡家人或朋友；
- 發生恐怖襲擊、騷亂或天災時作出安排；

英國國民（海外）在外地遇到重大事故，可與英國公民一樣，乘坐英國政府安排的包機離開發生事故的國家。例如，2020年年初自中國大陆爆发的2019冠状病毒病疫情，部分國家關閉出入口岸及封閉全國交通，其中在秘魯有多國居民滯留，英國政府於3月30日派出包機撤僑，香港居民如具有英國國民（海外）亦可獲安排登機離開。但根據自由亞洲電台的報道，有關英國政府包機將具有英國國民（海外）身份的香港居民撤離的實況，中國大陸官方媒體卻以假新聞將之顛倒成為有關香港居民繼續滯留。

## 參選香港特別行政區行政長官資格
英國國民（海外）在中華人民共和國以外可請求英國領事保護。而英國法律規定英國國民（海外）必須效忠英國君主，不得背叛英國。香港特別行政區政府認為若行政長官效忠英國，並不符合行政長官的身分。因此，根據香港法例第569章《行政長官選舉條例》，英國國民（海外）護照持有人作為「英國公民」，因擁有無居留權的外國國籍，不得參選香港特別行政區行政長官。
2023年起，中國政府要求擔任港區人大代表亦不得持有英國國民（海外）護照。

## 發展
2019年3月4日，英國議會首次舉行英國國民（海外）平權會議，由香港監察贊助人兼英國上議院議員阿爾頓勳爵（The Lord Alton of Liverpool）負責主持。他表示英國國民（海外）屬英國國民身份，但英國多年來對此國籍身份手法含糊，如英國國民（海外）護照持有人不能享用快速電子通道，反之香港特區護照持有人卻有此優待。認為英國國民（海外）護照絕非只有旅遊價值，政府有必要重新審視現行條例，以保障英國國民（海外）身份的權益。會議中亦有關注平權運動的團體發聲，其中有人指英治時期出生的港人可擁有英國國籍身份，同時指中方違反《中英聯合聲明》。
2019年6月，香港爆發反修例運動。七一遊行期間，組織高舉英國國旗和英國國民（海外）護照紙牌，邀請遊行人士簽名支持英國國民（海外）平權。而英國倫敦亦有16人參加請願遊行，以爭取居英權為目標，希望得到英國政府正視。但當地英國人認為政府處理脫歐問題處於「撕裂」狀態，相信不會優先處理英國國民（海外）平權。
2019年8月，英國下議院外交事務委員會主席董勤達撰文，認為英國政府應該給予英國國民（海外）的香港人完整的英國國籍，糾正1997年前未有給予的錯誤。8月31日，英國保守黨國會議員希利（Bob Seely）來港接受香港媒體訪問時，認為可容許持英國國民（海外）護照的香港人在英國工作和縮短取得公民身份的年期，讓香港人在英國工作2至3年後可取得英國國籍。
2019年9月1日，網民發起在香港金鐘英國駐港總領事館外舉行「英國國民（海外）平權集會」，大會公布有約600至700人參與。
2019年9月，有超過10萬名市民於聯署要求英國國民（海外）平權。2019年9月24日，英國內政部回應港人聯署時稱無意給予英國國民（海外）護照持有人居留權，並引述2007年高仕文的報告指無條件給予英國國民（海外）有英國公民身分是違反《中英聯合聲明》的行為。
2020年2月，高仕文勳爵向英國內政部和英國外交及聯邦事務部發信，指出英國當局長期錯誤地引用「英國國籍檢討報告」中對英國國民（海外）論述，有關給予英國國民（海外）居留權會違反《中英聯合聲明》的論述並非出自他本人的法律意見，他反而認為英國當局可增加英國國民（海外）的權利。高仕文勳爵表示《中英聯合聲明》本身並沒有提及英國屬土公民與英國國民（海外）的地位，而香港的英國屬土公民在將來的英籍身份，只在作為《中英聯合聲明》附件的英方備忘錄有提及，但中國政府並未同意亦沒有簽署英方備忘錄，不能對英國政府在日後採取的措施構成限制，所以為英國國民（海外）擴充權利及提供居留權並不存在法律障礙，要求英國當局停止繼續錯誤地引用他的英國國籍檢討報告。
2020年3月，阿利斯泰爾·卡邁克爾提出的英國國民（海外）平權法案在英國下議院獲首讀通過。

### 港區國安法生效後
2020年5月，英國指“鑑於中國全國人民代表大會常務委員會法制工作委員會正在草擬的《港區國安法》勢必抵觸《中英聯合聲明》”，英國外相藍韜文表示中國一旦實施《港區國安法》，英國會延長英國國民（海外）護照持有人的逗留期限，由每年可免簽證入境逗留6個月，改為每年可免簽證入境逗留12個月並容許期間在英國工作及學習，其後可申請延長，籍此為取得英國公民身分鋪路。
2020年6月12日，英國內政大臣彭黛玲致函首相約翰遜，建議將英國國民（海外）護照持有人的入境英國的期限延至5年，並開放工作權，並可在居住5年後申請定居，再於1年後登記成為英國公民。
2020年7月1日，英國首相鮑里斯·約翰遜在英國下議院譴責中國政府制定並實施《港區國安法》嚴重違背《中英聯合聲明》，因此英國將著手修改入境法規，符合申請英國國民（海外）護照（BNO）的香港人及其家屬可到英國居住及工作，並可在5年後申請定居，再住多1年可登記成為英國公民。7月23日，英國簽證及移民署公布在2021年1月起推出“英國國民（海外）簽證”，申請人獲批的英國國民（海外）護照持有人及其家屬在英居住5年後，可以申請在英國定居，即“無限期逗留”，而在擁有此身份的12個月後，該人可以登記成為英國公民。
獲批准入境居住的申請人及家屬，可在英國工作或讀書，在特殊情況下可申請領取來自公共資金的社會福利，申請人及家屬在居留期間已經購買國民保健服務的保險，可以享用公營醫療服務。中方則表示，中國或不承認國國民（海外）護照作為「有效旅行證件」。而譚耀宗稱，中方可推行的反制措施中，可包括令持英國國民（海外）護照的港人放棄中國公民身分，或失去香港永久性居民身分及入境權。
英國政府在10月22日公佈英國國民（海外）護照持有人移居英國的細節，2021年1月31日起將向英國國民（海外）及其配偶與子女發出居留簽證，這種居留簽證將不設限額，5年期簽證申請費用為每人250英鎊（約2358港元），兩年半期限的簽證申請費用則為每人180英鎊（約1827港元），並支付移民醫療附加費以使用國民保健服務。
英國駐港澳總領事賀恩德於2020年12月接受香港蘋果日報專訪時，重申《中英聯合聲明》列明BNO不會自動給予港人居英權。如果英國政府這樣做，將會違反聲明。他強調，目前英國政府是改變移民政策，而不是直接令全部BNO持有人自動成為英國公民，但為他們提供了一個取得英國公民身份的清晰途徑。
2021年2月18日，英國《泰晤士報》報道，簽證開放申請首兩周有近5,000人申請，當中近一半是身在英國的香港人，在上周已經有過百人獲批簽證，部分人更可以在申請一日後成功獲批。到4月初，英國《泰晤士報》獲悉官方數字，指出計劃由1月底開始至今，已經有超過3.5萬名港人申請BNO簽證，平均每星期有3000宗申請，超過英國原預計5年總數的十分之一。
2022年2月24日，英國政府宣布放寬BNO簽證計劃，容許在1997年7月1日或之後出生的18歲以上港人，只要父母其中一方擁有或合資格持有BNO護照，可直接申請簽證。
2023年2月1日，英國內政部主管移民事務的國務大臣鄭偉祺表示，英國自2021年向14萬4500名港人批出BNO簽證。而中華人民共和國外交部駐港公署強烈譴責英方，形容英方「妄談所謂對港責任」，敦促英方立即停止借BNO問題為反中亂港分子包庇開脫。
2024年3月16日，英國內政部進一步修改簽訂申請要求，令部份持有BNO國藉的難民，可以"轉跑道"改為申請BNO簽證留英。
2025年8月6日，英前駐港總領事在訪問中披露，BNO國藉簽證計畫得到整個英政府支持，獲時任內政部大臣彭黛玲全力支持，而彭也在2024年大選中透露自己非常支持BNO計劃。

### 2024年英國大選
自2021年推出BNO簽證計劃後，2024年大選亦是超過14萬通過該計劃移居英國的香港人首次參與的全國性大選。在今次大選中，部分非政府組織呼籲加強維護在英港人的權利，而主要全國性政黨均在其政綱中提及關於BNO簽證的問題：
- 保守黨：繼續支持及推行BNO簽證政策，但會檢討整套移民制度並有可能引入配額[92]。
- 工黨：將BNO簽證計劃形容為「人權簽證」，並會繼續向在英港人提供支援[93][94]。
- 自由民主黨：承諾為英國國民（海外）護照持有人爭取權益，並會堵塞BNO簽證計畫的漏洞[95]。
- 改革黨：該黨並未提起過BNO簽證政策，但主張縮減合法及非法移民人數[96]。

儘管大選期間有民眾呼籲加強降低並控制移民人數，外界普遍預料BNO簽證計劃在選後不會有任何變動。

## 2025年工黨政府移民白皮書
2025年5月12日，工黨政府公佈名為《恢復對移民制度的控制》(Restoring control over the immigration system) 的移民白皮書，預告將會大幅收緊移民政策。白皮書提出多項措施收緊移民，包括將大部分簽證類別的永久居留申請年期由5年延長至10年，畢業生簽證期限由2年（博士3年）縮短至18個月，以及增加移民技能徵費32%等。
工黨政府一直拒絕明確回應BNO簽證是否同樣受到收緊政策影響，態度非常曖昧。此舉被在野保守黨、香港監察、彭定康及大衛·阿爾頓等人批評。
2025年6月，在英港僑發起國會連署，要求工黨政府保留BNO簽證的5+1政策（即現行的五年永久居留申請年期）。工黨國會議員James Naish聯同27位國會議員向英國國會要求就BNO簽證政策進行辯論。
由於國會連署達到10萬人門檻，國會計劃在2025年9月8日以辯論形式討論移民白皮書對BNO簽證持有人的潛在影響。
根据白皮書，新移民政策預期將於2025年底或2026年初開始實施。英國政府將於2025年10月審視BNO簽證政策。

## 外部連結
- 《立法局會議過程正式紀錄（页面存档备份，存于）》，香港立法局，1988年7月6日。
- 《立法局會議過程正式紀錄（页面存档备份，存于）》，香港立法局，1989年7月5日。
- 《立法局會議過程正式紀錄（页面存档备份，存于）》，香港立法局，1992年11月25日。
- 《立法局會議過程正式紀錄（页面存档备份，存于）》，香港立法局，1993年4月28日。
- 《立法局會議過程正式紀錄（页面存档备份，存于）》，香港立法局，1993年10月20日。
- 《立法局會議過程正式紀錄（页面存档备份，存于）》，香港立法局，1994年10月12日。
- 《立法局會議過程正式紀錄（页面存档备份，存于）》，香港立法局，1995年1月19日。
- "PART I - GENERAL QUESTIONS（页面存档备份，存于）", FREQUENTLY ASKED QUESTIONS FOR SOC.CULTURE.HONGKONG, SOC.CULTURE.HONGKONG, 1996.
- British Consulate-General Hong Kong（页面存档备份，存于）